# Arenaria reducta
Arenaria reducta är en nejlikväxtart som beskrevs av Hand.-mazz. Arenaria reducta ingår i släktet narvar, och familjen nejlikväxter. Inga underarter finns listade i Catalogue of Life.